# NGC 5582
NGC 5582 ist eine 11,5 mag helle Elliptische Galaxie vom Hubble-Typ E4 im Sternbild Bärenhüter und etwa 68 Millionen Lichtjahre von der Milchstraße entfernt.
Sie wurde am 29. April 1788 von Wilhelm Herschel mit einem 18,7-Zoll-Spiegelteleskop entdeckt, der sie dabei mit „pB, pL, R, FN“ beschrieb.